# Amomum pausodipsus
Amomum pausodipsus är en enhjärtbladig växtart som beskrevs av Karl Moritz Schumann. Amomum pausodipsus ingår i släktet Amomum och familjen Zingiberaceae. Inga underarter finns listade i Catalogue of Life.